# 경상남도
경상남도(慶尙南道)는 대한민국 남동부에 있는 도이다. 남쪽으로는 남해, 동쪽으로는 부산광역시· 울산광역시, 서쪽으로는 전라남도·전북특별자치도와 경계를 이루고, 북쪽으로는 대구광역시·경상북도와 접한다. 행정구역은 8시 10군이며, 대한민국의 행정 구역 중 관할 면적이 네 번째로 넓다.
경상남도청 소재지는 창원시 의창구이다.

## 역사
선사 시대부터 사람이 거주하던 지역으로 낙동강을 비롯한 큰 강과 평야를 바탕으로 농경문화를 발달시켰으며, 발달한 철기문화를 바탕으로 고대 가야 문화를 꽃피웠다. 1896년(고종 33년)에 지방제도 관제 등을 개정하는 과정에서 경상도를 남북으로 나누어 지금의 경상남도가 되었다.
1963년 1월 1일 부산시는 부산직할시로 승격되어 경상남도에서 완전히 분리되었으며, 1995년 양산군 일부가 기장군으로 분리되어 부산광역시에 편입되었다.울산시는 1997년 7월 15일 울산광역시로 승격되어 경상남도에서 완전히 분리되었다.

#### 대한제국
- 1896년 8월 4일 종전의 진주부 일원과 동래부 동래군, 양산군, 기장군, 울산군, 언양군, 거제군, 대구부 밀양군, 창녕군, 영산군을 합쳐 1부(동래부) 29군을 관할하는 경상남도가 설치되고, 수부(首府)를 진주에 두었다.
- 1899년 5월 6일 마산포가 개항장이 되면서 창원군을 창원부로 개편하였다.(2부 28군)
- 1900년 5월 16일 고성군의 옛 삼도수군통제영에 진남군이 설치되었다.(2부 29군)
- 1903년 7월 3일 동래부, 창원부가 다시 동래군, 창원군이 되었다.(31군)
- 1906년 10월 1일 동래군, 창원군이 다시 동래부, 창원부가 되었다.(2부 29군)
- 1908년 9월 14일 진해군과 웅천군을 창원부에, 칠원군을 함안군에 합병하였다.(2부 26군)
- 1909년 3월 13일 진남군을 용남군으로 개칭하였다.

#### 일제강점기
- 1910년 10월 1일 동래부를 부산부로, 창원부를 마산부로 개칭하였다.
- 1914년 3월 1일 아래 표와 같이 부·군을 통폐합하였다.

| 부·군  | 위치 | 관할 구역 |
| ------ | ---- | --- |
| 부산부 | 부산 | 부산부 구 일본거류지 및 중국거류지 일원, 부산면, 사중면, 사하면 부민동, 대신동, 부평동, 대치동 일부, 용주면 용당동 일부                                                        |
| 마산부 | 마산 | 마산부 각국거류지 일원, 외서면 완월리, 신월리, 월영리, 자산리, 서성리, 성호리, 중성리, 성산리, 동성리, 오산리, 상남리, 교방리 일부                                             |
| 울산군 | 울산 | 울산군 일원 언양군 일원 |
| 동래군 | 동래 | 부산부 읍내면, 동상면, 동하면, 북면, 서상면, 서하면, 남면, 동평면, 사상면, 좌이면, 사하면 및 용주면 중 부산부에 속하지 않는 지역 기장군 일원                                   |
| 창녕군 | 창녕 | 창녕군 일원 영산군(길곡면 사촌리를 제외) 일원 |
| 사천군 | 사천 | 사천군 일원 곤양군(서면, 금양면을 제외) 일원 진주군 부화곡면, 축동면 |
| 하동군 | 하동 | 하동군 일원 곤양군 서면, 금양면 |
| 거창군 | 거창 | 거창군 일원 안의군 북상면, 고현면, 북하면, 동리면, 남리면 삼가군 신지면, 율원면                                                                                                |
| 고성군 | 고성 | 고성군 일원 용남군 광이면, 광남면 |
| 통영군 | 통영 | 용남군(광이면, 광남면을 제외) 일원 거제군 일원 |
| 함양군 | 함양 | 함양군 일원 안의군 현내면, 황곡면, 대대면, 지대면, 서상면, 서하면, 초점면 |
| 합천군 | 합천 | 합천군(궁소면을 제외) 일원 초계군 일원 삼가군(신지면, 율원면을 제외) 일원 |
| 의령군 | 의령 | 의령군 일원 합천군 궁소면 |
| 함안군 | 함안 | 함안군(상봉면, 하봉면, 상사면을 제외) 일원 영산군 길곡면 사촌리 |
| 산청군 | 산청 | 산청군 일원 단성군 일원 |
| 창원군 | 마산 | 마산부 부내면, 상남면, 하남면, 동면, 북면, 내서면, 구산면, 대산면, 진동면, 진북면, 진서면, 양전면, 웅읍면, 웅동면, 천가면, 진해면, 웅서면, 외서면 중 마산부에 속하지 않는 지역 |
| 진주군 | 진주 | 진주군(부화곡면, 축동면을 제외) 일원 함안군 상봉면, 하봉면, 상사면 |
| 김해군 | 김해 | 김해군 일원 |
| 밀양군 | 밀양 | 밀양군 일원 |
| 양산군 | 양산 | 양산군 일원 |
| 남해군 | 남해 | 남해군 일원 |

- 1925년 4월 1일 도청을 부산부로 이전하였다.
- 1933년 4월 1일 도제(道制)가 시행됨에 따라 법인격이 부여된 지방자치단체가 되었다.
- 1939년 10월 1일 진주군 진주읍이 진주부가 되고, 진주군은 진양군으로 개칭하였다.

#### 대한민국
- 1949년 8월 15일 부산부를 부산시로, 마산부를 마산시로, 진주부를 진주시로 개칭하였다.
- 1953년 1월 1일 거제군이 다시 설치되었다.
- 1955년 9월 1일 창원군 진해읍이 진해시가, 통영군 통영읍이 충무시가 되었다.
- 1956년 7월 8일 사천군 삼천포읍, 남양면이 합병하여 삼천포시가 되었다.
- 1962년 6월 1일 울산군 울산읍, 방어진읍, 하상면, 대현면을 관할로 울산시가 설치되고, 울산군은 울주군으로 개칭하였다.
- 1963년 1월 1일 부산시가 정부 직할이 되어 경상남도의 관할 구역에서 제외되었다.
- 1973년 7월 1일 동래군이 폐지되어 양산군에 병합되었다.
- 1976년 9월 1일 마산시 일부에 경상남도직할 창원지구출장소가 설치되었다.
- 1980년 4월 1일 경상남도직할 창원지구출장소를 관할로 창원시가 설치되고, 창원군을 의창군으로 개칭하였다.
- 1981년 7월 1일 김해군 김해읍을 관할로 김해시가 설치되었다.
- 1983년 7월 1일 도청을 창원시로 이전하였다.
- 1989년 1월 1일 거제군 장승포읍을 관할로 장승포시가, 밀양군 밀양읍을 관할로 밀양시가 설치되었다.
- 1991년 1월 1일 의창군을 창원군으로, 울주군을 울산군으로 개칭하였다.
- 1995년 1월 1일 창원군이 폐지되어 마산시와 창원시에 분할 편입되고, 진주시와 진양군, 충무시와 통영군, 울산시와 울산군, 밀양시와 밀양군, 장승포시와 거제군이 각각 폐지되고, 도농복합형태의 진주시, 통영시, 울산시, 밀양시, 거제시가 설치되었다.
- 1995년 3월 1일 양산군 중 옛 동래군(기장군) 지역이 부산광역시에 편입되어 기장군이 설치되었다.
- 1995년 5월 10일 삼천포시, 사천군, 김해군이 각각 폐지되고, 도농복합형태의 사천시, 김해시가 설치되었다.
- 1996년 3월 1일 양산군이 폐지되고, 도농복합형태의 양산시가 설치되었다.
- 1997년 7월 15일 울산시가 폐지되고, 해당 관할구역은 신설 울산광역시 중구, 남구, 동구, 북구, 울주군에 분할 편입되었다.
- 2010년 7월 1일 창원시, 마산시, 진해시가 통합되었다. 통합시 명칭은 창원시가 되었다.

## 지리
경남의 현재 면적은 10,531,1 km2이다. 이는 대한민국 전체 면적 99,600.87 km2의 약 10.6%를 차지하며, 17개 시도 가운데 경상북도, 강원특별자치도, 전라남도에 이어 4번째이다. 또한 섬이 많은 도로서 거제도와 남해군을 비롯한 480여 개의 섬이 전체 면적의 약 1.2%를 차지한다.
경남의 경도와 위도상 위치는 북위 34도 29분에서 35도 54분, 동경 127도 34분에서 129도 13분이다. 위도상 유사한 지역은 일본의 교토와, 지중해 키프로스, 미국의 오클라호마 등이다.
경남은 한반도의 동남단에 위치하여 동쪽으로는 부산광역시, 울산광역시, 남쪽으로는 남해와 접해있으며, 북쪽으로는 대구광역시 달성군, 경상북도 청도군, 고령군, 성주군, 김천시와 접경하고 있다. 서쪽으로는 소백산맥을 경계로 전북특별자치도 무주군, 장수군, 남원시, 전라남도 구례군, 광양시와 접해 있다.

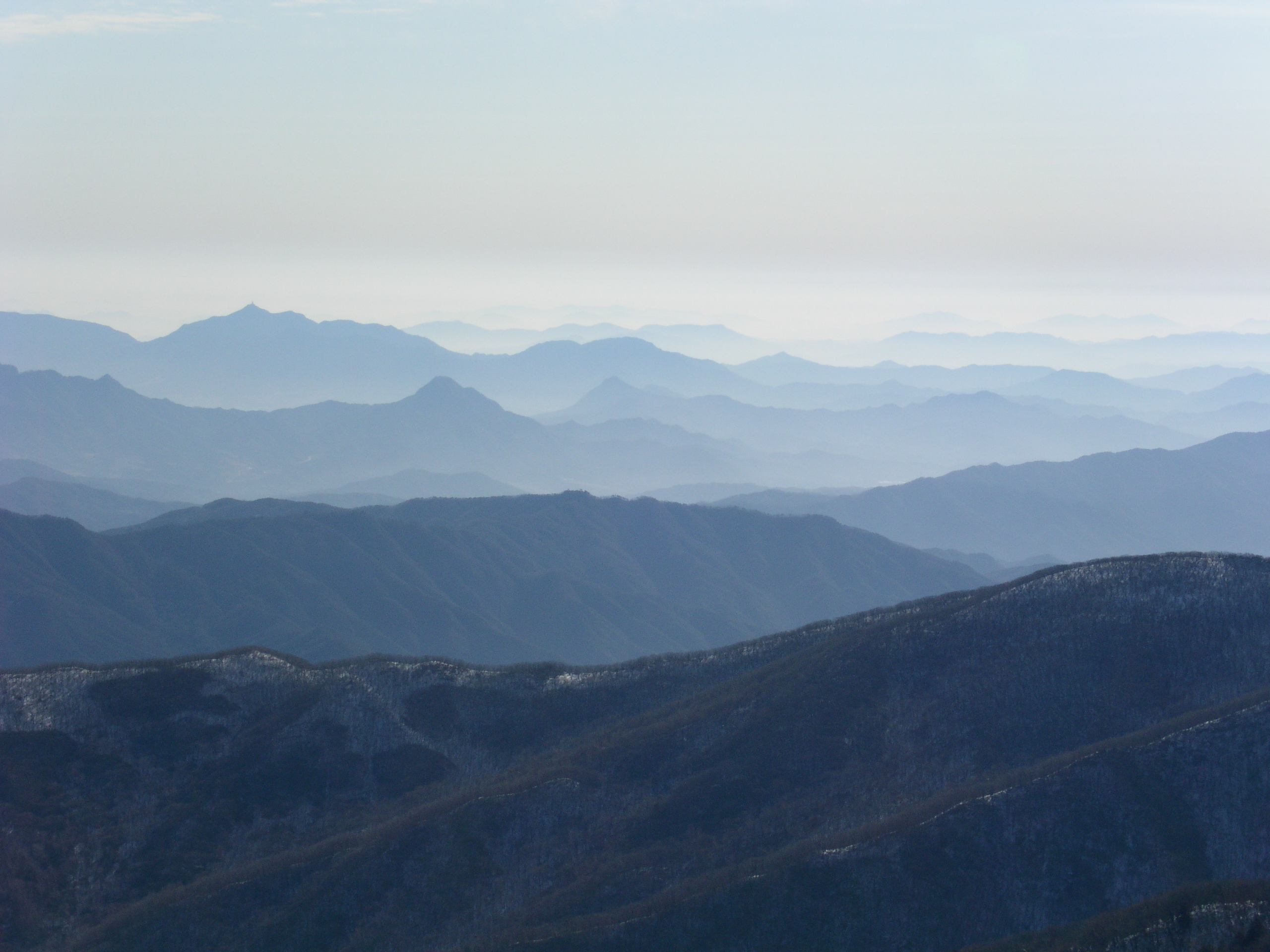
덕유산

백두대간 끝자락에는 대한민국 본토에서는 가장 높은 해발 1,915m의 지리산이 위치하고 있다. 1967년 12월 29일 대한민국 최초의 국립공원으로 지정되었으며, 천왕봉을 주봉으로 수많은 봉우리가 있다. 덕유산은 전북특별자치도 무주군·장수군과 경상남도 거창군 ·함양군에 걸쳐 있는 높이 1,614m의 산이다. 1975년 2월 1일 국립공원으로 지정되었다. 그 외에도 소백산맥을 따라 백운산(1,279m) 등이 있으며, 동부 산악 지대는 태백산맥의 여맥 잔가지인 천황산(1,189m), 신불산(1,209m) 등 산악들이 발달해 있다.
중앙 저지대는 낙동강 강변 지대로 낙동강은 본도에 들어와서 각 지류를 합하여 남해로 유입하는데 하류의 김해 지방에서 삼각주 평야를 이루었다. 남해안은 소백산맥의 남쪽 말단부가 침몰하여 수심이 깊고 출입이 심한 만입과 크고 작은 섬이 산재하는 다도해를 이룬다. 특히 통영을 중심으로 하는 한려수도 일대는 충무공의 전승지와 아울러 관광지로서 한려해상국립공원으로 되어 있다.

### 기후
한반도의 동남단에 위치하여 저위도이고, 남쪽에는 바다에 접하여 바다의 영향이 크며 북서쪽에는 높은 산맥이 가로 놓여 있어 겨울의 찬 서북풍을 막음으로써 기후는 대한민국 전체를 통하여 온화한 편이다. 경남 내륙지방의 연평균 기온은 12~13°C, 강수량은 1,200~1,500mm이며 1월과 8월의 평균기온은 각각 -0.5, 25.1°C이다. 경남 해안지방의 연평균기온은 14~15°C, 강수량은 1,400~1,800mm이며 평균기온은 각각 2.3, 25.9°C이다.

## 행정 구역
일제강점기에 도청 소재지가 진주에서 부산부(府)로 옮겨진 바 있다. 1983년 경남도청을 부산에서 창원시로 이전하였다. 현재 도청은 창원시 의창구 중앙대로 300에 위치한다.
| 이름     | 한자     | 인구 (명) | 면적 (km2) | 지도 |
| -------- | -------- | --------- | ---------- | --- |
| 창원시   | 昌原市   | 1,044,579 | 736.34     | 남해군 南海郡 의령군 宜寧郡 창녕군 昌寧郡 밀양시 密陽市 梁山市 양산시 김해시 金海市 창원시 昌原市 함양군 咸陽郡 하동군 河東郡 합천군 陜川郡 진주시 晉州市 사천시 泗川市 고성군 固城郡 통영시 統營市 거제시 巨濟市 거창군 居昌郡 함안군 咸安郡 산청군 山淸郡 |
| 김해시   | 金海市   | 542,713   | 463.26     | 남해군 南海郡 의령군 宜寧郡 창녕군 昌寧郡 밀양시 密陽市 梁山市 양산시 김해시 金海市 창원시 昌原市 함양군 咸陽郡 하동군 河東郡 합천군 陜川郡 진주시 晉州市 사천시 泗川市 고성군 固城郡 통영시 統營市 거제시 巨濟市 거창군 居昌郡 함안군 咸安郡 산청군 山淸郡 |
| 양산시   | 梁山市   | 351,168   | 484.52     | 남해군 南海郡 의령군 宜寧郡 창녕군 昌寧郡 밀양시 密陽市 梁山市 양산시 김해시 金海市 창원시 昌原市 함양군 咸陽郡 하동군 河東郡 합천군 陜川郡 진주시 晉州市 사천시 泗川市 고성군 固城郡 통영시 統營市 거제시 巨濟市 거창군 居昌郡 함안군 咸安郡 산청군 山淸郡 |
| 진주시   | 晉州市   | 347,489   | 712.62     | 남해군 南海郡 의령군 宜寧郡 창녕군 昌寧郡 밀양시 密陽市 梁山市 양산시 김해시 金海市 창원시 昌原市 함양군 咸陽郡 하동군 河東郡 합천군 陜川郡 진주시 晉州市 사천시 泗川市 고성군 固城郡 통영시 統營市 거제시 巨濟市 거창군 居昌郡 함안군 咸安郡 산청군 山淸郡 |
| 거제시   | 巨濟市   | 248,130   | 400.70     | 남해군 南海郡 의령군 宜寧郡 창녕군 昌寧郡 밀양시 密陽市 梁山市 양산시 김해시 金海市 창원시 昌原市 함양군 咸陽郡 하동군 河東郡 합천군 陜川郡 진주시 晉州市 사천시 泗川市 고성군 固城郡 통영시 統營市 거제시 巨濟市 거창군 居昌郡 함안군 咸安郡 산청군 山淸郡 |
| 통영시   | 統營市   | 131,089   | 238.77     | 남해군 南海郡 의령군 宜寧郡 창녕군 昌寧郡 밀양시 密陽市 梁山市 양산시 김해시 金海市 창원시 昌原市 함양군 咸陽郡 하동군 河東郡 합천군 陜川郡 진주시 晉州市 사천시 泗川市 고성군 固城郡 통영시 統營市 거제시 巨濟市 거창군 居昌郡 함안군 咸安郡 산청군 山淸郡 |
| 사천시   | 泗川市   | 111,845   | 396.3      | 남해군 南海郡 의령군 宜寧郡 창녕군 昌寧郡 밀양시 密陽市 梁山市 양산시 김해시 金海市 창원시 昌原市 함양군 咸陽郡 하동군 河東郡 합천군 陜川郡 진주시 晉州市 사천시 泗川市 고성군 固城郡 통영시 統營市 거제시 巨濟市 거창군 居昌郡 함안군 咸安郡 산청군 山淸郡 |
| 밀양시   | 密陽市   | 105,459   | 799.01     | 남해군 南海郡 의령군 宜寧郡 창녕군 昌寧郡 밀양시 密陽市 梁山市 양산시 김해시 金海市 창원시 昌原市 함양군 咸陽郡 하동군 河東郡 합천군 陜川郡 진주시 晉州市 사천시 泗川市 고성군 固城郡 통영시 統營市 거제시 巨濟市 거창군 居昌郡 함안군 咸安郡 산청군 山淸郡 |
| 함안군   | 咸安郡   | 65,491    | 416.80     | 남해군 南海郡 의령군 宜寧郡 창녕군 昌寧郡 밀양시 密陽市 梁山市 양산시 김해시 金海市 창원시 昌原市 함양군 咸陽郡 하동군 河東郡 합천군 陜川郡 진주시 晉州市 사천시 泗川市 고성군 固城郡 통영시 統營市 거제시 巨濟市 거창군 居昌郡 함안군 咸安郡 산청군 山淸郡 |
| 거창군   | 居昌郡   | 62,049    | 804.14     | 남해군 南海郡 의령군 宜寧郡 창녕군 昌寧郡 밀양시 密陽市 梁山市 양산시 김해시 金海市 창원시 昌原市 함양군 咸陽郡 하동군 河東郡 합천군 陜川郡 진주시 晉州市 사천시 泗川市 고성군 固城郡 통영시 統營市 거제시 巨濟市 거창군 居昌郡 함안군 咸安郡 산청군 山淸郡 |
| 창녕군   | 昌寧郡   | 62,182    | 532.82     | 남해군 南海郡 의령군 宜寧郡 창녕군 昌寧郡 밀양시 密陽市 梁山市 양산시 김해시 金海市 창원시 昌原市 함양군 咸陽郡 하동군 河東郡 합천군 陜川郡 진주시 晉州市 사천시 泗川市 고성군 固城郡 통영시 統營市 거제시 巨濟市 거창군 居昌郡 함안군 咸安郡 산청군 山淸郡 |
| 고성군   | 固城郡   | 52,204    | 517.06     | 남해군 南海郡 의령군 宜寧郡 창녕군 昌寧郡 밀양시 密陽市 梁山市 양산시 김해시 金海市 창원시 昌原市 함양군 咸陽郡 하동군 河東郡 합천군 陜川郡 진주시 晉州市 사천시 泗川市 고성군 固城郡 통영시 統營市 거제시 巨濟市 거창군 居昌郡 함안군 咸安郡 산청군 山淸郡 |
| 하동군   | 河東郡   | 46,331    | 675.57     | 남해군 南海郡 의령군 宜寧郡 창녕군 昌寧郡 밀양시 密陽市 梁山市 양산시 김해시 金海市 창원시 昌原市 함양군 咸陽郡 하동군 河東郡 합천군 陜川郡 진주시 晉州市 사천시 泗川市 고성군 固城郡 통영시 統營市 거제시 巨濟市 거창군 居昌郡 함안군 咸安郡 산청군 山淸郡 |
| 합천군   | 陜川郡   | 45,054    | 983.47     | 남해군 南海郡 의령군 宜寧郡 창녕군 昌寧郡 밀양시 密陽市 梁山市 양산시 김해시 金海市 창원시 昌原市 함양군 咸陽郡 하동군 河東郡 합천군 陜川郡 진주시 晉州市 사천시 泗川市 고성군 固城郡 통영시 統營市 거제시 巨濟市 거창군 居昌郡 함안군 咸安郡 산청군 山淸郡 |
| 남해군   | 南海郡   | 43,539    | 357.62     | 남해군 南海郡 의령군 宜寧郡 창녕군 昌寧郡 밀양시 密陽市 梁山市 양산시 김해시 金海市 창원시 昌原市 함양군 咸陽郡 하동군 河東郡 합천군 陜川郡 진주시 晉州市 사천시 泗川市 고성군 固城郡 통영시 統營市 거제시 巨濟市 거창군 居昌郡 함안군 咸安郡 산청군 山淸郡 |
| 함양군   | 咸陽郡   | 39,555    | 725.07     | 남해군 南海郡 의령군 宜寧郡 창녕군 昌寧郡 밀양시 密陽市 梁山市 양산시 김해시 金海市 창원시 昌原市 함양군 咸陽郡 하동군 河東郡 합천군 陜川郡 진주시 晉州市 사천시 泗川市 고성군 固城郡 통영시 統營市 거제시 巨濟市 거창군 居昌郡 함안군 咸安郡 산청군 山淸郡 |
| 산청군   | 山淸郡   | 35,336    | 794.61     | 남해군 南海郡 의령군 宜寧郡 창녕군 昌寧郡 밀양시 密陽市 梁山市 양산시 김해시 金海市 창원시 昌原市 함양군 咸陽郡 하동군 河東郡 합천군 陜川郡 진주시 晉州市 사천시 泗川市 고성군 固城郡 통영시 統營市 거제시 巨濟市 거창군 居昌郡 함안군 咸安郡 산청군 山淸郡 |
| 의령군   | 宜寧郡   | 27,131    | 482.91     | 남해군 南海郡 의령군 宜寧郡 창녕군 昌寧郡 밀양시 密陽市 梁山市 양산시 김해시 金海市 창원시 昌原市 함양군 咸陽郡 하동군 河東郡 합천군 陜川郡 진주시 晉州市 사천시 泗川市 고성군 固城郡 통영시 統營市 거제시 巨濟市 거창군 居昌郡 함안군 咸安郡 산청군 山淸郡 |
| 경상남도 | 慶尙南道 | 3,361,344 | 10,521.59  | 남해군 南海郡 의령군 宜寧郡 창녕군 昌寧郡 밀양시 密陽市 梁山市 양산시 김해시 金海市 창원시 昌原市 함양군 咸陽郡 하동군 河東郡 합천군 陜川郡 진주시 晉州市 사천시 泗川市 고성군 固城郡 통영시 統營市 거제시 巨濟市 거창군 居昌郡 함안군 咸安郡 산청군 山淸郡 |

### 사라진 행정구역
- 칠원군
- 진해군
- 웅천군
- 언양군
- 영산군
- 기장군
- 초계군
- 삼가군
- 곤양군
- 안의군
- 단성군
- 용남군
- 울도군
- 부산시
- 동래군
- 삼천포시
- 울산시
  - 울주군
- 장승포시
- 진양군
- 창원군
- 의창군
- 충무시
- 마산시
  - 회원구
  - 합포구
- 진해시
- 김해군
- 밀양군
- 양산군
- 진주부
- 추화군
- 금관군
- 김해부
- 창원부
- 임관군
- 모화군
- 울산군
- 수산시

## 인구
조선 후기 경상남도 지역은 농업을 기반으로 하는 인구 구조를 지니고 있었으며, 낙동강 유역과 진주, 밀양, 김해 등 전통적인 고을이 중심지로 기능하였다. 일제강점기에는 마산항과 부산항의 개항, 그리고 군수 산업 및 식민지 개발 정책으로 인하여 일부 지역의 인구가 급격히 증가하였다. 특히 마산은 군수 공업의 중심지로 성장하며 도시 인구가 크게 팽창하였다.
해방 이후 사회적 혼란과 6‧25 전쟁으로 인하여 인구의 변동이 심화되었다. 전쟁 시기에는 피난민이 부산과 마산으로 대거 몰려들어 도시 인구가 급증하였다. 1960년대 산업화 초기 경상남도는 여전히 농업 중심 지역이었으나, 창원·마산·진해 등은 공업지구로 지정되어 산업 인구의 유입이 본격화되었다.
1970년대 창원에 국가산업단지가 조성됨에 따라 기계 및 중공업 중심의 산업 도시가 급속히 성장하였으며, 이에 따라 인구 또한 빠르게 증가하였다. 반면 1962년 울산이 직할시로 승격하여 경상남도에서 분리되면서 경남 전체 인구는 다소 감소하였으나, 창원·마산·진해·김해 등 서부 지역은 도시화의 진전을 보였다. 이와 대조적으로 합천, 거창, 산청 등 내륙 군 지역은 농촌 인구의 도시 유출로 인해 지속적인 감소세를 보였다.
1995년 마산시, 창원시, 진해시는 각각 독립된 도시로 성장하였으며, 김해시는 부산 대도시권의 확장에 힘입어 급격한 인구 증가를 경험하였다. 이어 2010년에는 창원·마산·진해가 통합 창원시로 출범함으로써, 창원은 단일 기초자치단체로는 전국 최대 규모의 인구를 보유한 도시로 부상하였다. 진주, 통영, 거제 등은 지역 거점 도시로 성장하였으나, 내륙 농촌 지역은 고령화와 청년층 인구 유출로 인하여 인구가 꾸준히 감소하였다.
경상남도의 인구는 2010년대 중반을 정점으로 감소세에 접어들었다. 이는 전국적인 저출산·고령화 현상과 수도권으로의 인구 집중 현상에 기인한다. 김해시는 부산·창원과 연계된 광역 생활권의 영향으로 여전히 성장세를 유지하였으나, 의령·합천·산청 등 농촌 군 지역은 인구 소멸 위험 지역으로 분류될 정도로 감소 폭이 컸다. 창원시는 제조업 침체로 인한 성장 둔화를 겪었으며, 거제시는 조선업 불황으로 인구가 줄어들었다. 반면 진주시는 혁신도시 건설과 공공기관 이전 효과로 일정한 인구 유입이 이루어졌다.
경상남도의 연도별 인구 추이
| 연도   | 총인구      | 인구그래프 | 비고                              |
| ------ | ----------- | ---------- | --------------------------------- |
| 1949년 | 3,133,697명 |            |                                   |
| 1955년 | 3,765,119명 |            |                                   |
| 1960년 | 4,182,042명 |            |                                   |
| 1966년 | 3,175,146명 |            | 1963년 부산 승격 분리 감소        |
| 1970년 | 3,118,634명 |            |                                   |
| 1975년 | 3,278,718명 |            |                                   |
| 1980년 | 3,320,546명 |            |                                   |
| 1985년 | 3,514,500명 |            |                                   |
| 1990년 | 3,671,509명 |            |                                   |
| 1995년 | 3,841,553명 |            | 1995년 부산 기장군 설치 분리 감소 |
| 2000년 | 2,978,502명 |            | 1997년 울산 승격 분리 감소        |
| 2005년 | 3,056,356명 |            |                                   |
| 2006년 | 3,208,810명 |            |                                   |
| 2007년 | 3,239,342명 |            |                                   |
| 2008년 | 3,276,962명 |            |                                   |
| 2009년 | 3,303,398명 |            |                                   |
| 2010년 | 3,310,154명 |            |                                   |
| 2011년 | 3,374,725명 |            |                                   |
| 2012년 | 3,383,685명 |            |                                   |
| 2013년 | 3,402,946명 |            |                                   |
| 2014년 | 3,428,035명 |            |                                   |
| 2015년 | 3,447,018명 |            |                                   |
| 2016년 | 3,454,892명 |            |                                   |
| 2017년 | 3,380,404명 |            |                                   |
| 2018년 | 3,373,988명 |            |                                   |
| 2019년 | 3,373,214명 |            |                                   |
| 2020년 | 3,361,344명 |            |                                   |

### 산업
1960년대 이후 중화학공업의 발달로 대한민국의 경제 발전을 견인하였으며, 특히 기계, 조선산업이 발달하여 세계 10위권의 조선사 중 4개 업체가 경남에 소재하고 있다. 또한 항공 우주 산업의 경우 대한민국 생산의 82%를 차지하고 있는 첨단 산업의 중심지 중 하나이기도 하다.

## 문화

### 세계문화유산
| 이름            | 사진 | 소재지          | 제작시기         | 유네스코 지정번호 (지정일) | 설명 |
| --------------- | ---- | --------------- | ---------------- | -------------------------- | ---- |
| 해인사 장경판전 |      | 경상남도 합천군 | 신라시대 (802년) | 737 (1995년)               |      |

### 축제
진주남강유등축제는 경상남도 진주시에서 매년 10월에 개천예술제와 함께 개최되는 지역 테마 축제이다. 2002년 문화관광부 선정 특성화 축제로 시작을 하여, 매년 소망등 달기와 유등띄우기, 풍등 날리기 등의 체험생사를 실시하였고, 2004년 문화관광부 지정 육성축제, 2005년 〈우수축제〉로 선정되었고, 2006년부터 2009년까지 4년 연속 문화관광부 선정 〈최우수축제〉로 선정되었다. 2010년과 2011년은 2년 연속 “대한민국 대표축제”로 선정되었다. 2011년 10월 4일에는 세계축제협회(IFEA)가 전 세계 경쟁력 있는 축제대상 62개 분야를 시상하는 피너클어워드에서 진주 남강유등축제가 금상3개, 동상1개를 수상하여 명실공히 세계적인 축제로 인정받았다. 그 외에도 경상남도의 대표적인 축제는 다음과 같다.
| 이름               | 사진 | 지역   | 등급(문화체육관광부) | 횟수(2015년 기준) | 설명                                     |
| ------------------ | ---- | ------ | -------------------- | ----------------- | ---------------------------------------- |
| 진주남강유등축제   |      | 진주시 | 글로벌 육성          | 16회              | 개천예술제 동반 축제                     |
| 하동야생차문화축제 |      | 하동군 | 최우수               | 19회              | -                                        |
| 통영한산대첩축제   |      | 통영시 | 유망                 | 54회              | -                                        |
| 김해분청도자기축제 |      | 김해시 | 유망                 | 20회              | 웹사이트 보관됨 2011-07-28 - 웨이백 머신 |
| 가고파국화축제     |      | 창원시 | 유망                 | 15회              | 웹사이트                                 |

### 음식

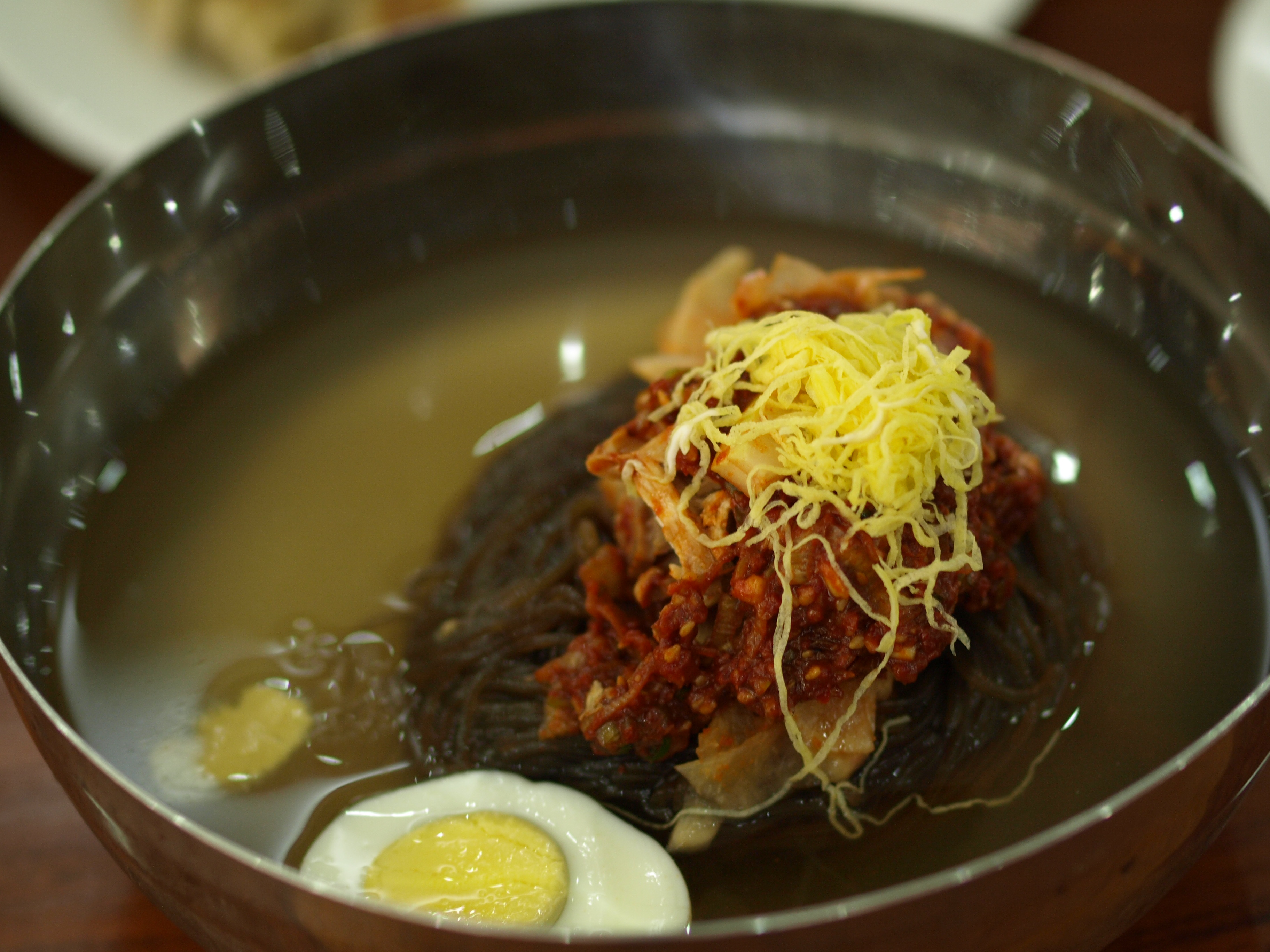
진주 냉면은 멸치 등 바다에서 나온 재료로 육수를 만든다.

경상남도는 지역색을 대표하는 여러 가지 음식이 있다. 진주의 헛제사밥과 진주냉면 그리고 통영의 충무김밥, 그리고 하동의 재첩국이 대표적인 음식이다.

#### 진주냉면
진주냉면은 함흥냉면이나 평양냉면처럼 전국적으로 많이 알려져있지 않으나, 조선시대부터 양반들이 권번가에서 야참으로 주로 먹었던 것이며, 1994년 북한에서 발행된 《조선의 민족전통》식생활풍습 부분에 "냉면 중 제일로 여기는 것은 평양냉면과 진주냉면이다"라고 적혀 있기도 하다. 일반적인 냉면과 달리 해물을 육수의 재료로 사용하며, 모양새가 화려하다는 특징이 있다.

#### 진주헛제사밥
진주헛제사밥은 제사를 지낼 때 사용하는 나물을 이용해, 제사를 지낸 후 먹는 음식을 따로 음식점용으로 만든 것이다. 제사에 쓰는 고사리와 산채, 무나물을 참기름에 볶아서 준비를 하고 시금치를 데쳐서 무친다. 생선으로는 도미나 민어를 찌져 준비를 하고, 산적과 통태전을 준비한다. 제사밥에 같이 놓는 국을 끓이는데, 조개, 대합, 홍합 등의 해산물과 무, 두부를 넣고 끓인다. 과일로는 사과, 배, 귤, 밤 등 계절 과일을 이용한다. 상에는 밥과 나물, 국을 놓고, 다음에 생선, 전, 고기률 놓고 뒷 쪽에는 후식용 떡과 과일 놓인다.

#### 충무김밥

충무 김밥

통영은 대한민국 남부의 주요 어항으로 인근에서 가장 많은 어로 활동이 일어나는 곳이다. 따라서 음식도 어류와 회와 같은 것들이 유명하다. 고기잡이를 하다가 유래된 음식인 "충무김밥"이 탄생한 곳이기도 하다. 그 원조는 "뚱보할매김밥"이며, 주변의 음식점도 원조 못지않게 깔끔한 맛을 제공한다. 그 외에도, 장어구이, 해물탕, 복요리 등의 생선요리가 유명하다.

#### 섬진강 재첩국

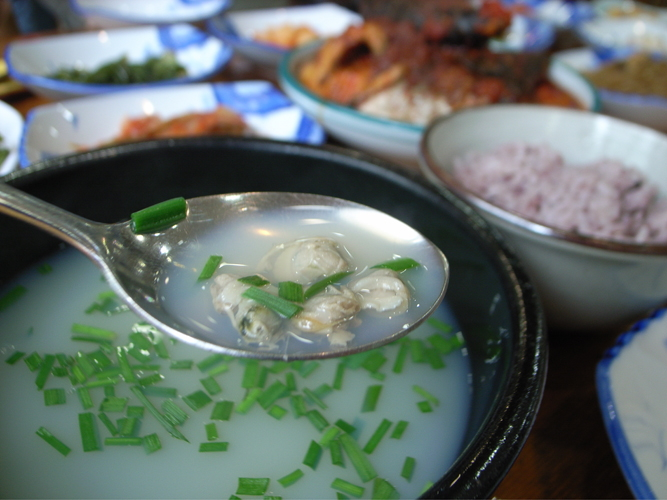
재첩국

재첩국은 한국 요리에서 민물조개인 재첩으로 만든 맑은국으로, 경상도 지방의 토속음식이다. 재첩은 하동 등 섬진강 하류, 김해, 명지, 음궁, 하단 지역 주위의 강가와 부산의 수영강 인근과 낙동강 부근에서 채취된다. 재첩국은 토감한 재첩에 6~ 7 센티미터로 자른 부추와 파를 넣고, 다진 마늘을 넣어 끓여 만든다. 소금으로 간을 하며 시원하고 깔끔한 맛으로 해장국으로 사랑받는다. 재첩국을 포장에 담아 상업화한 것도 구입이 가능하다.
섬진강 상류댐의 방류 부족으로 섬진강 하류의 유지수량 감소하여 염분 농도가 증가하면서 꾸준히 수량이 감소하고 있으며, 멸종 위기에까지 몰려 있는 상황이다.

#### 거제 멍게-성게비빔밥과 굴구이 요리

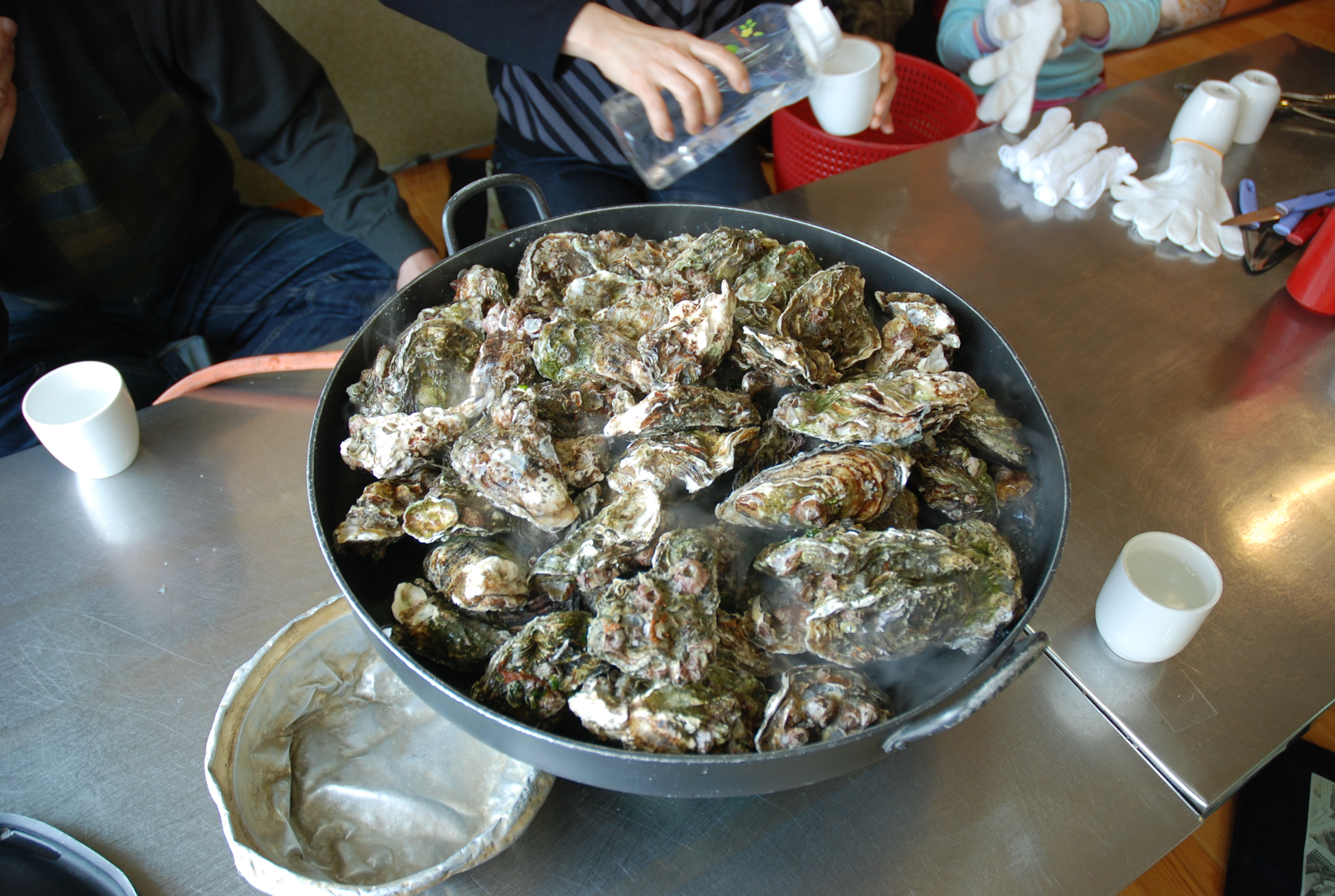
거제 굴구이 요리

거제의 관광 향토 음식으로는 멍게-성게비빔밥과 도다리쑥국, 물메기탕, 어죽, 볼락구이, 대구탕, 굴구이, 생선회 등이 있다. 거제도의 생선은 대부분 통영을 통해 유입이 되며, 거제도는 성게나 멍게 또는 굴과 같은 양식업이 어업보다는 발달해 있다. 가장 유명한 음식 중 하나인 멍게비빔밥이나 성게비빔밥은 신선한 멍게나 성게를 살짝 얼려두었다가 김과 함께 흰 쌀밥에 비벼먹는 특미이다. 굴구이는 거제도에서 많이 볼 수 있는 요리 형태로 넓찍한 철판냄비에 껍질을 까지 않은 굴을 통째로 올려, 불을 가해 살짝 데친 상태로 익혀 먹는 것이다. 굴구이 요리는 전통 음식이라기 보다는 최근에 개발된 퓨전 음식이다.

### 경상남도의 문화재
- 경상남도의 유형문화재
- 경상남도의 무형문화재
- 경상남도의 기념물
- 경상남도의 민속문화재
- 경상남도의 문화재자료

## 관광

### 사찰
해인사

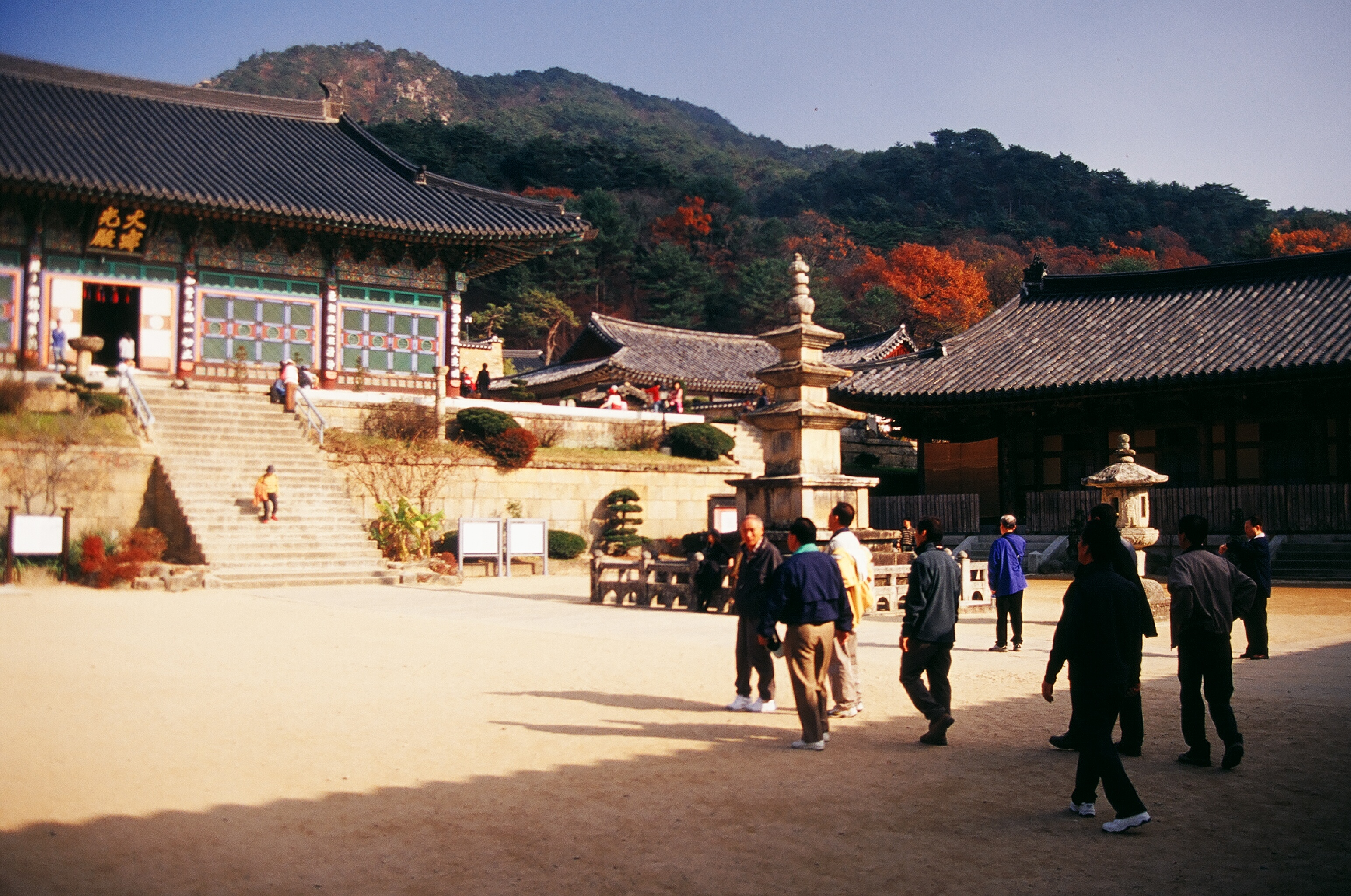
합천 해인사

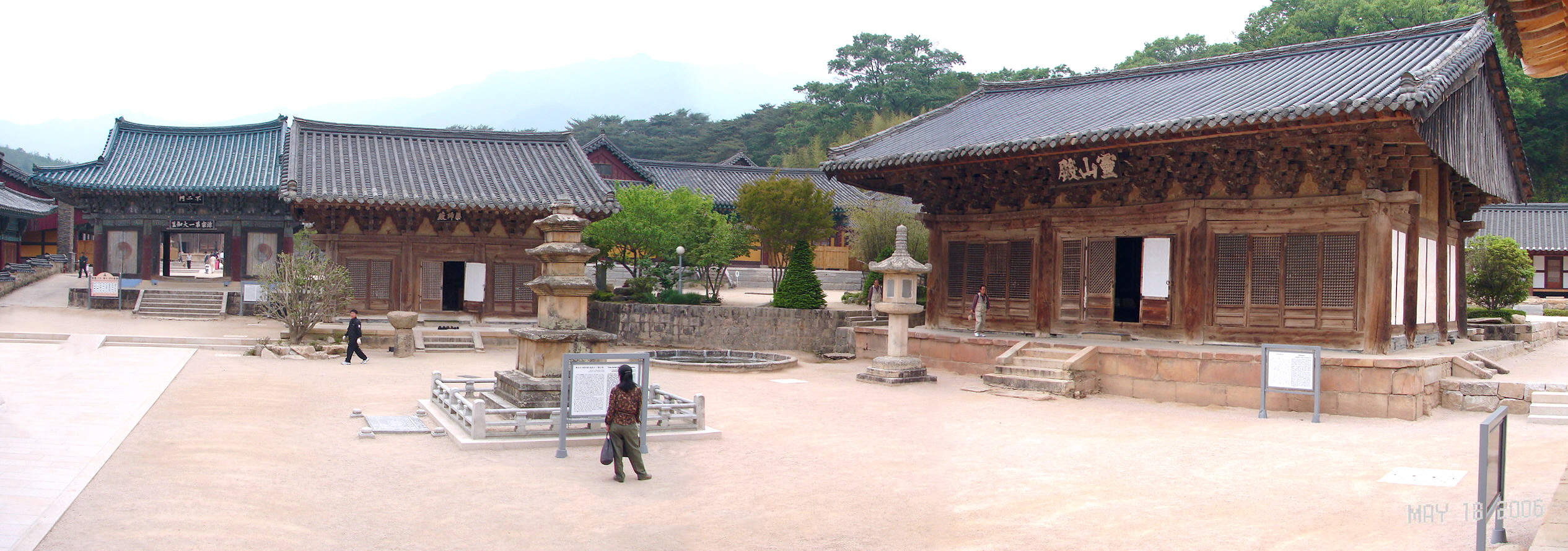
양산 통도사

해인사는 합천군 가야면 치인리 가야산 중턱에 있는 사찰로서 팔만대장경이 세계기록유산, 팔만대장경을 보관하는 장경판전이 세계문화유산으로 지정되었다. 대한불교 조계종 제12교구 본사로 150여 개의 말사(末寺)를 거느리고 있다. 불교의 삼보사찰 중 ‘법보 사찰’로 유명하다. 대적광전(大寂光殿)의 본존불은 석가모니이다.
통도사
통도사는 양산시 영취산 남쪽 기슭에 있는 사찰로 양산 《통도사 대웅전 및 금강계단》은 국보 제290호로 지정되어 있다. 신라 선덕여왕 재위 중인 646년에 자장율사가 창건한 것으로 전해진다. 해인사, 송광사와 함께 삼보사찰로 꼽히는 큰 절이다. 통도사는 자장이 당나라에서 가져온 석가모니의 사리와 가사를 봉안하여 삼보사출 중 ‘불보 사찰’이라 불린다.

### 산

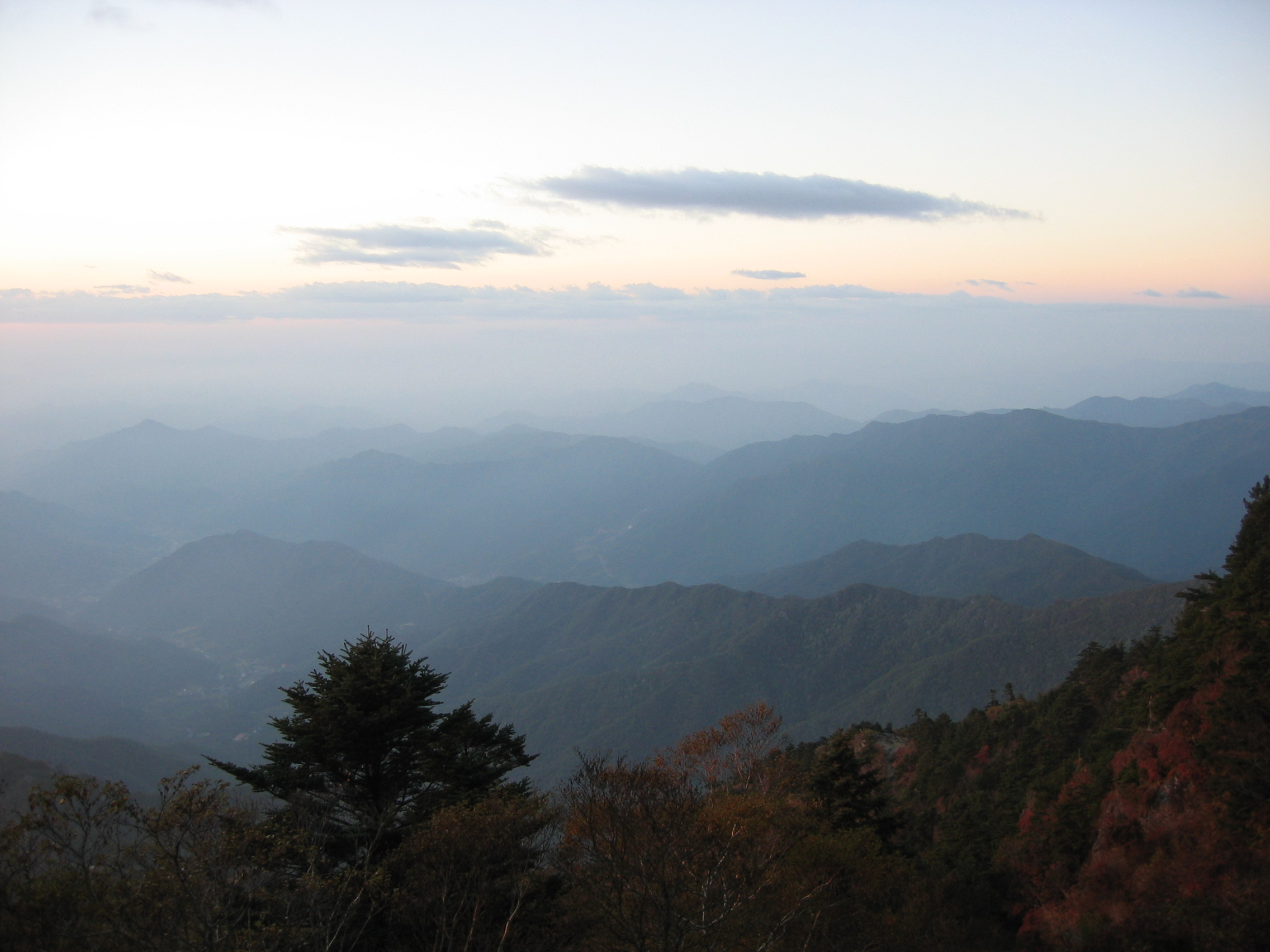
지리산
지리산은 백두대간 끝자락에 자리 잡고 있으며, 대한민국 본토에서는 가장 높은 해발 1,915m이다. 지리산이란 이름은 어리석은 사람이 머물면 지혜로운 사람이 된다고 해서 붙여진 것이다.또 백두대간의 맥에서 흘려왔다고 하여 두류산(頭流山)이라고도 불렸다. 800여종의 식물과 동물이 서식하여 있고 천왕봉을 주봉으로 수많은 봉우리가 있다. 대한민국 최초의 국립공원(1967년 12월 29일)으로 지정되었다. 지리산은 예로부터 영산으로 추앙받아 왔으며, 이에 따라 고찰이 많으며 흔히 빨치산으로 일컬어지는 조선인민유격대가 활동을 벌여 근,현대 문화재도 많이 남아 있는 중요한 산이다.
덕유산
덕유산은 전라북도 무주군·장수군과 경상남도 거창군 ·함양군에 걸쳐 있는 높이 1,614m의 산이다. 1975년 2월 1일 국립공원으로 지정되었다.

### 국립박물관
- 국립진주박물관

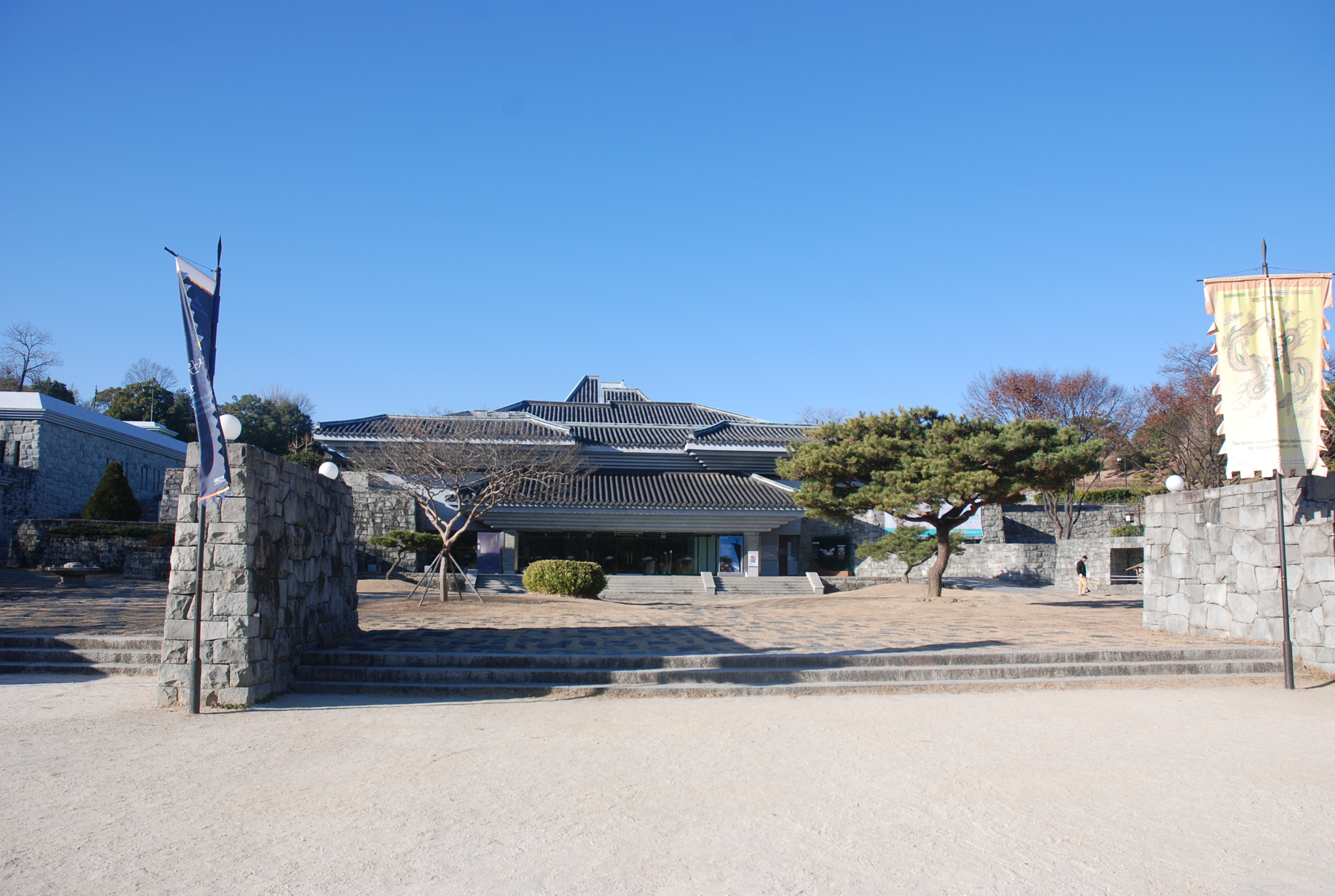
국립진주박물관

국립진주박물관은 경상남도 진주시 진주성 내에 있는 임진왜란 테마 전문 국립 박물관이다. 임진왜란의 3대 대첩 중의 하나인 ‘제1차 진주성 전투’, ‘제2차 진주성 전투’가 벌어진 진주성이 지닌 역사적 의미를 부각하기 위해 임진왜란을 주제로 하여 설립된 전문 역사박물관이다. 1984년 11월 2일 개관하였으며 한국 전통목조탑을 석조 건물로 형상화한 것으로 건축가 김수근 선생의 대표적 작품이다. 개관 당시 가야문화를 소개하고, 경남 서부 지역의 고고학적 연구 · 조사를 담당하는 기관이었으나, 1998년 1월 임진왜란 최대의 격전지인 진주성에 위치하고 있음을 강점으로 삼아 임진왜란사를 주제로 하는 역사박물관으로 전환하였다.
- 국립김해박물관

국립김해박물관은 김해시 구산동에 있는 가야 유적 테마 전문 국립 박물관이다. 가야의 문화유산을 집대성하기 위해 1998년 7월 29일 개관하였다. 그 상징성을 높이기 위해 가야의 건국신화가 깃든 김해시 구지봉 기슭에 자리를 잡고 있다. 다른 국립박물관들과는 달리 가야시대 테마를 중심으로 가야유물의 고고학 중심의 유적과 유물이 공개되어 있다. 1998년 개관한 본관은 철광석과 숯을 이미지화 한 검은색 벽돌을 사용하여 철의 왕국 가야를 상징적으로 표현하였으며, 건축가 장세양(1947년~1996년)의 유작으로 알려져 있다. 2006년 12월 15일 개관한 《가야누리》는 단순하고 기하학적인 비례를 사용하여 박물관 본관과의 이질감을 줄이고 하나의 배경같은 요소로서 건물을 설계하였으며, 건축가 공순구(1960년 ~ )의 작품이다.

### 섬
- 외도

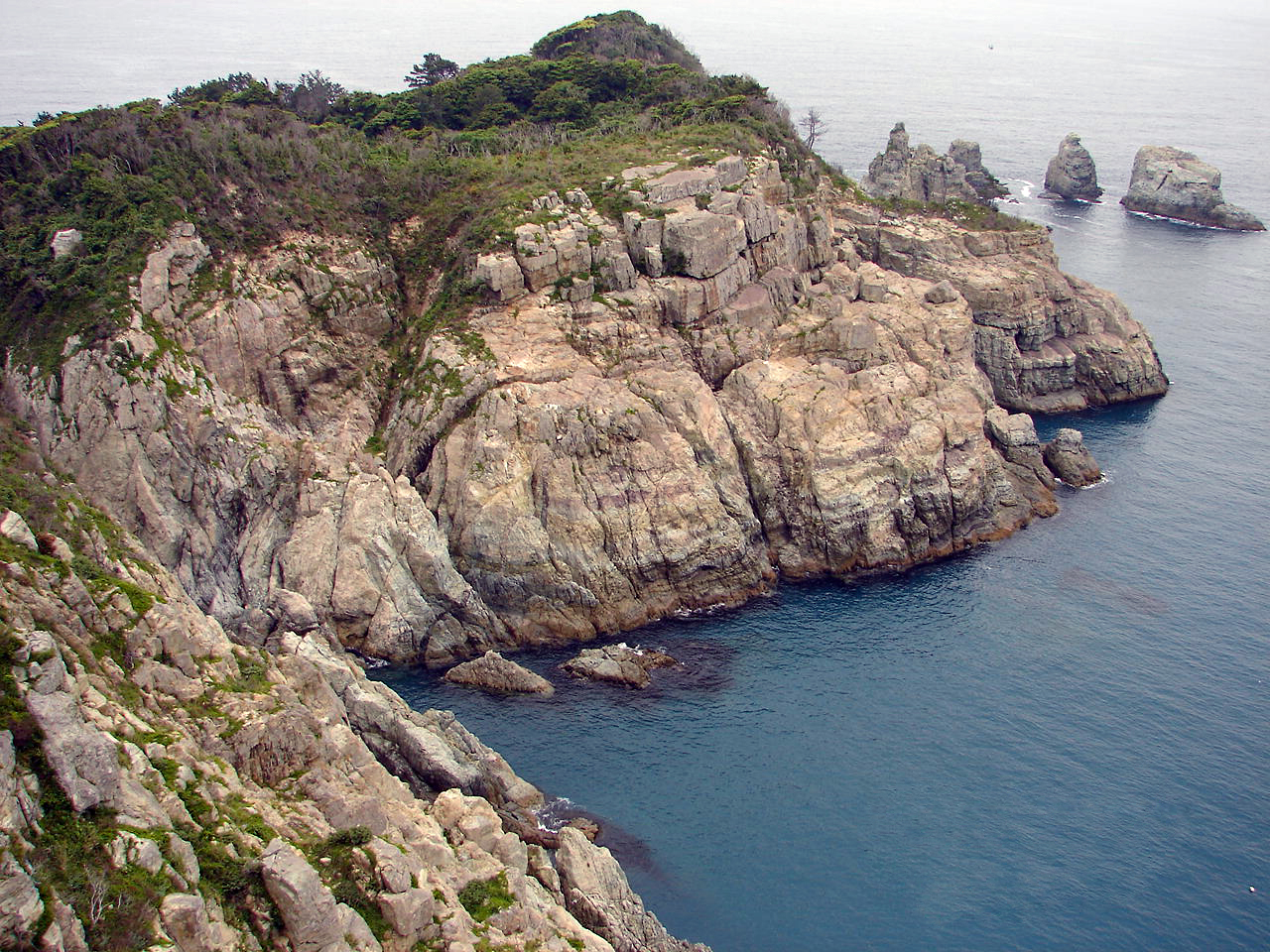
거제 해금강의 외도

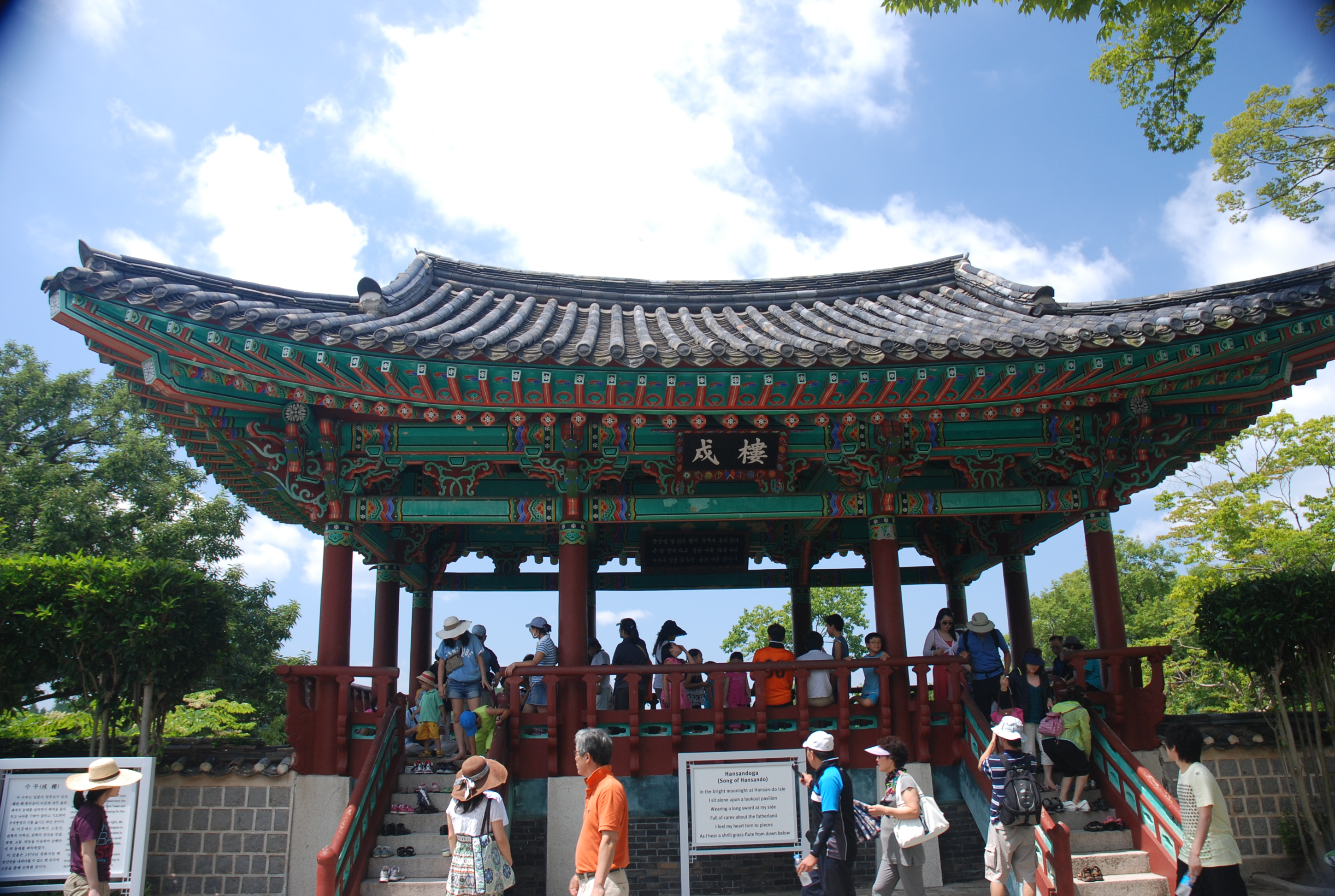
이순신의 진중시의 배경이 된 한산섬 수루

외도는 경상남도 거제시의 해금강을 따라 약 4 km 남동쪽에 위치한 거제도 주변의 섬이다. 외도는 동경 128도, 70분, 북위 34도 70분으로 비교적 따듯한 지역에 위치함에 따라 서구식으로 가꿔진 식물원이다. 주변의 수역은 한려해상국립공원이며, 이곳 바다에 홀로 있는 섬에 위치한 해상농원이다. 외도는 1969년 이창호와 그의 아내 최호숙 부부가 거주를 하면서 하나씩 가꿔졌으며, 《겨울연가》 등 TV 드라마와 광고 등의 배경지로 유명해졌다.
- 한산도

한산도는 통영시 한산면 한산도에 있는 섬으로 면적 14.785km2의 유인도이다. 2007년 7월 4일 추봉도와 한산도를 연결하는 추봉교가 개통되어 현재는 두 섬이 연결되어 있다. 임진왜란 때 조선삼도수군통제영이 이곳 한산도에 설치되었고, 이 일대의 한산대첩을 이루었던 배경이 되는 지역이다. 최고봉인 망산은 해발 293m로 임진왜란 당시 망루가 있었다고 하여 붙여진 이름이다.
2007년 7월 4일 추봉도와 한산도를 연결하는 추봉교가 개통되었다. 이 다리의 개통으로 거제 저구항에서 추봉도를 연결하는 한산카페리가 2009년 7월 18일부터 하루 8차례 운항을 시작하였다. 이로써 거제에서도 추봉도를 통해 한산섬까지 차로 둘러볼 수 있게 되었다.

### 레저
- 부산경남경마공원

## 교통

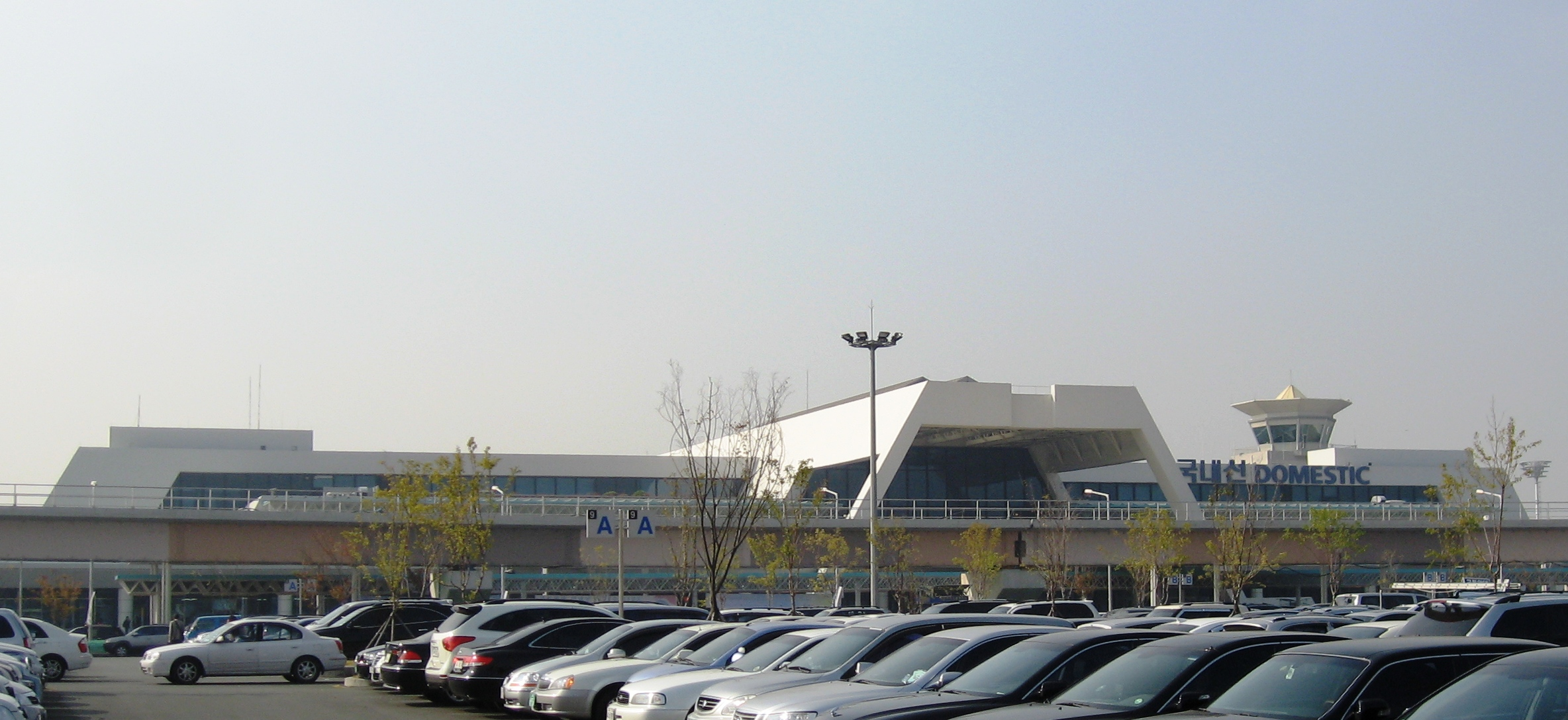
김해국제공항

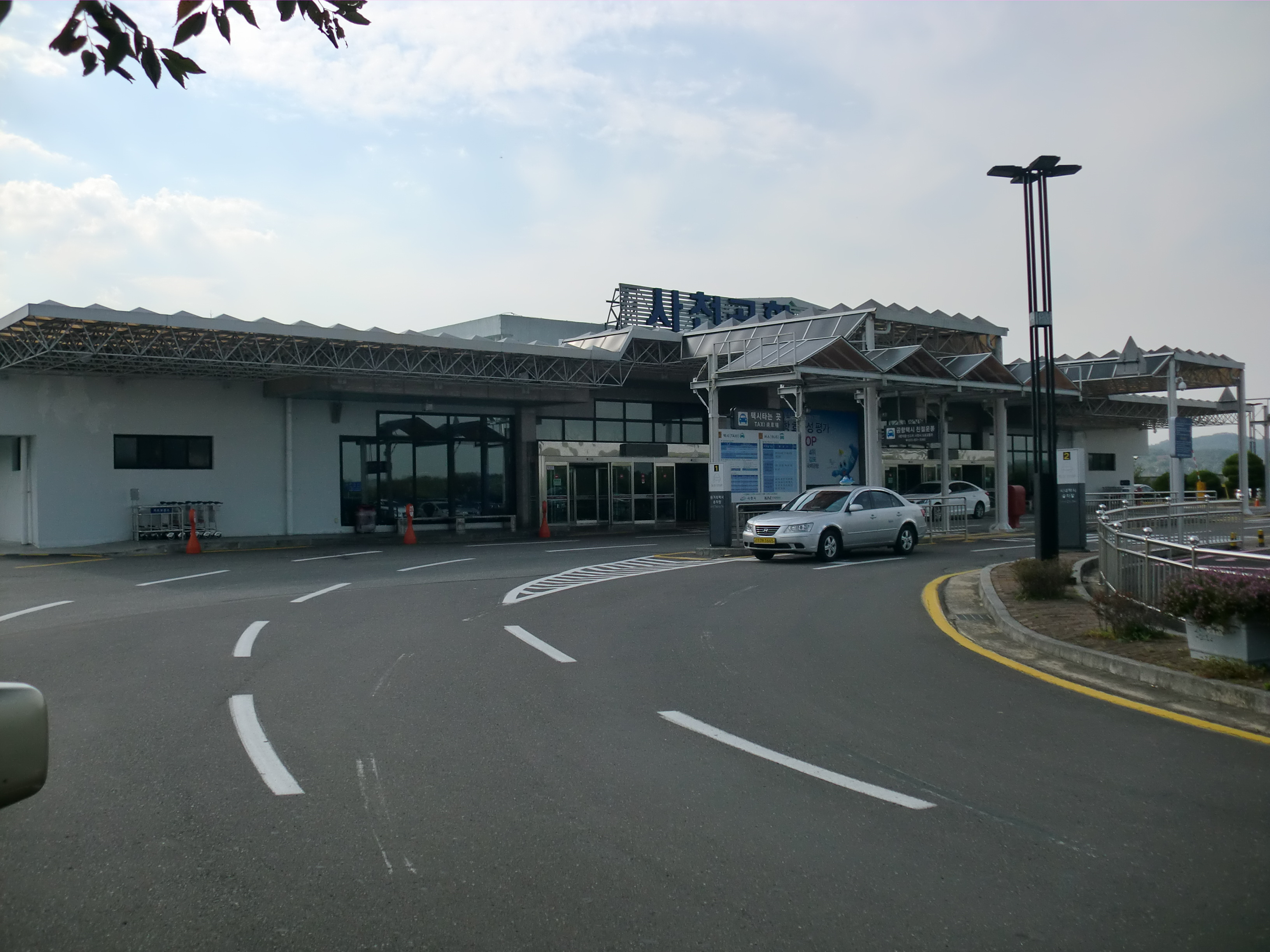
사천공항

### 항공

#### 김해국제공항
부산광역시 강서구에 위치한 김해국제공항은 경상남도로 통하는 국제 관문으로 1983년 5월에는 한국공항공사가 김해국제공항을 인수해 운영하게 되었고, 1993년 5월에는 현재의 국내선 청사를, 2007년 11월에는 현재의 국제선 청사를 각각 새로이 완공하여 운영하게 되었다.

#### 사천공항
사천공항은 서울의 김포국제공항, 제주로 연결된다. 그러나 2001년 통영대전고속도로가 개통된 이후 공항을 이용해 온 사람들이 고속도로를 이용하면서 점차 이용객들이 줄어들어 이용객이 지속적으로 감소하면서 운항편수도 줄어들면서 2009년부터 20만명 선이 무너졌고, 2010년에 16만명으로 떨어졌다.

### 철도

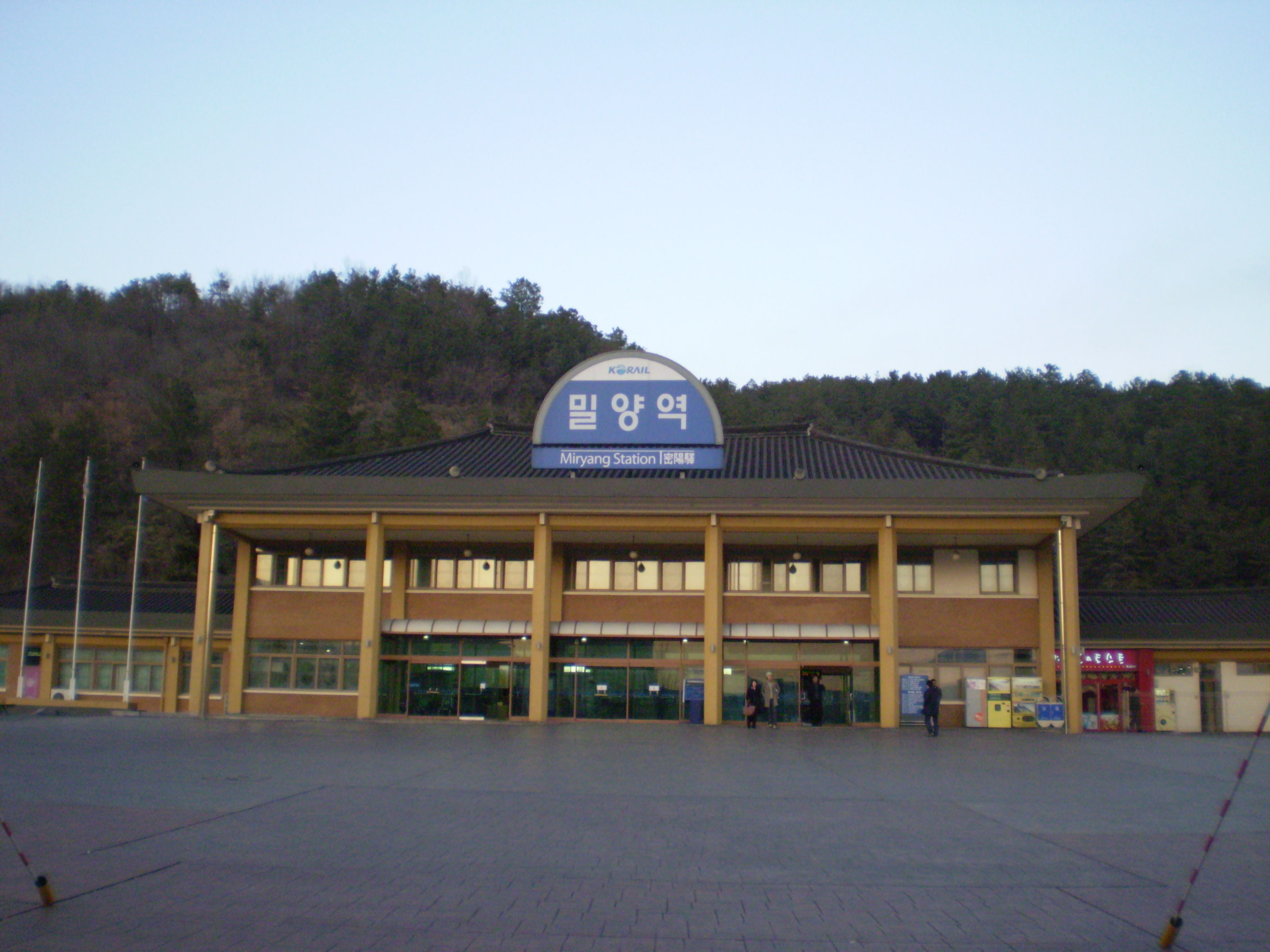
밀양역

밀양역, 진영역, 창원중앙역, 창원역, 마산역, 진주역으로 KTX가 운행한다. 또한 경남 지역의 일반 철도 노선은 다음과 같다. 2015년 4월 2일에 함안역에 KTX가 폐지되었다.
- 경부선

상동역 - 밀양역 - 삼랑진역 - 원동역 - 물금역
- 경전선

삼랑진역 - 한림정역 - 진영역 - 진례역 - 창원중앙역 - 창원역 - 마산역 - 중리역 - 함안역 - 군북역 - 반성역 - 진주역 - 완사역 - 북천역 - 양보역 - 횡천역 - 하동역
- 진해선

마산역 - 창원역 - 진해역
진해선은 현재 폐선이다.

#### 도시철도
● 부산 도시철도 2호선 일부와 ● 부산-김해 경전철 일부가 경상남도까지 이어져있다.
- ● 부산 도시철도 2호선

호포역 - 증산역 - 부산대양산캠퍼스역 - 남양산역 - 양산역
- ● 부산-김해 경전철

불암역 - 지내역 - 안동역 - 인제대역 - 김해시청역 - 부원역 - 봉황역 - 수로왕릉역 - 박물관역 - 연지공원역 - 장신대역 - 가야대역

### 시외버스

마산시외버스터미널

주요 도시의 시외버스터미널을 통해 근거리, 원거리 각 지역을 연결한다. 대표적인 시외버스 터미널로는 다음과 같은 곳들이 있다.
- 창원종합버스터미널
- 마산시외버스터미널
- 마산남부시외버스터미널
- 진주시외버스터미널
- 삼천포시외버스터미널
- 고현시외버스터미널
- 양산시외버스터미널
- 함안시외버스터미널
- 김해여객터미널
- 진해시외버스터미널
- 하동시외버스터미널
- 창녕시외버스터미널
- 사천시외버스터미널
- 밀양시외버스터미널
- 통영종합버스터미널

### 고속버스
경남에 있는 대표적인 고속버스터미널로는 다음과 같은 곳들이 있다.
- 창원종합버스터미널
- 마산고속버스터미널
- 김해여객터미널
- 진주고속버스터미널
- 통영종합버스터미널

## 교육

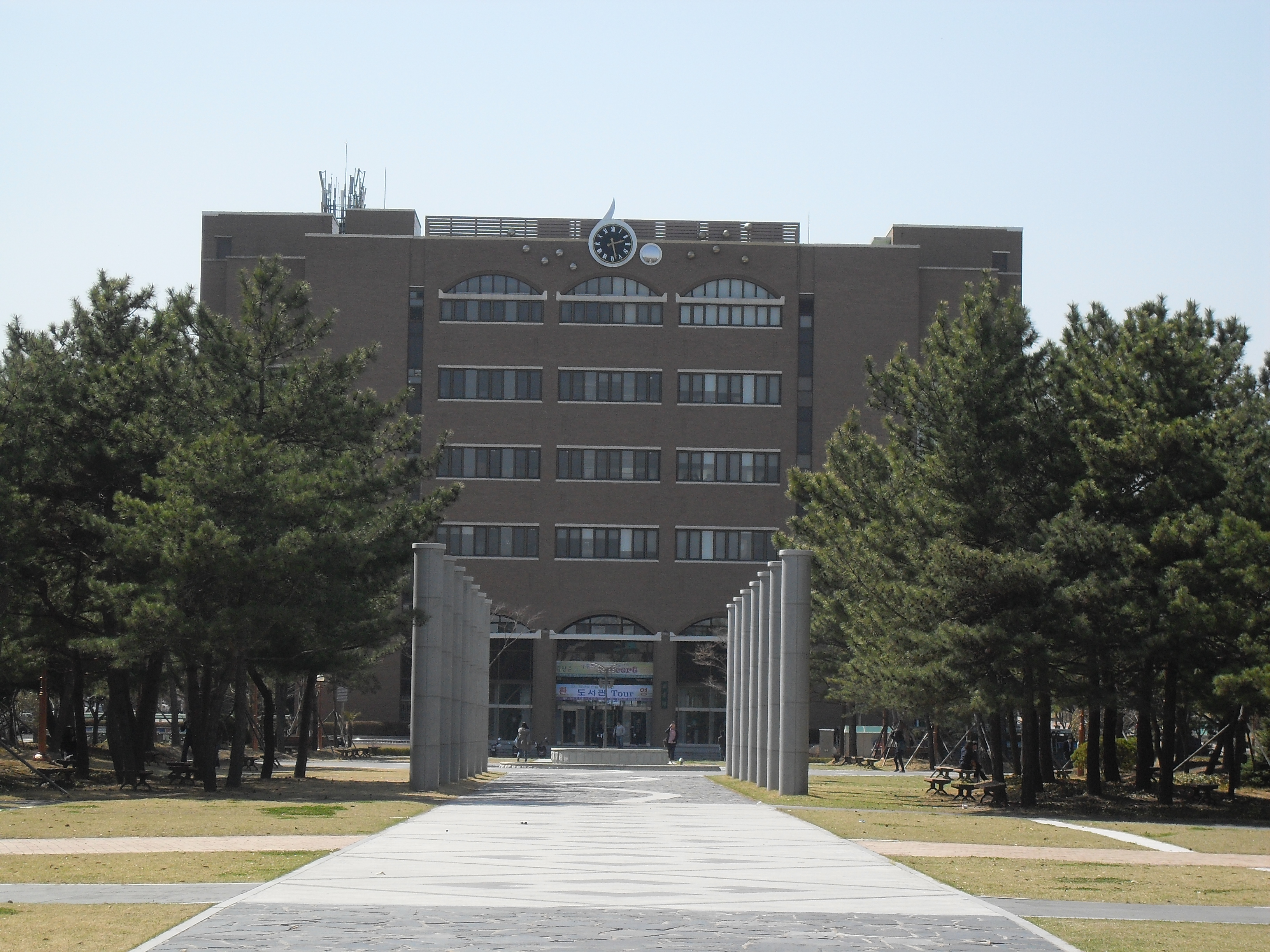
경상국립대학교

경상남도의 국립대학으로는 진주시에 위치한 경상국립대학교가 있으며, 창원시 의창구에 위치한 국립창원대학교, 교육대학으로 진주교육대학교가 있다.
공립대학은 경남도립거창대학, 경남도립남해대학, 한국폴리텍7대학, 한국폴리텍항공대학이 있다.
사립대학은 다음과 같은 학교들이 있다.
- 가야대학교
- 경남대학교
- 부산장신대학교
- 영산대학교
- 인제대학교
- 창신대학교

사립전문대학은 다음과 같은 학교들이 있다.
- 거제대학교
- 김해대학교
- 마산대학교
- 동원과학기술대학교
- 연암공과대학교
- 진주보건대학교
- 창원문성대학교
- 한국승강기대학교

## 스포츠

경기 전 창원실내체육관에서 몸 풀고 있는 LG 세이커스 선수들

| 리그명         | 팀명             | 창단년도 | 홈 경기장                 |
| -------------- | ---------------- | -------- | ------------------------- |
| K리그2         | 경남 FC          | 2006년   | 창원축구센터              |
| K3리그         | 창원시청         | 2005년   | 창원축구센터              |
| K3리그         | 김해시청         | 2008년   | 김해운동장                |
| K4리그         | 진주시민축구단   | 2019년   | 진주종합경기장            |
| K4리그         | 거제시민축구단   | 2020년   | 거제종합운동장            |
| WK리그         | 창녕 WFC         | 2018년   | 창녕스포츠파크 공설운동장 |
| KBL            | 창원 LG 세이커스 | 1994년   | 창원실내체육관            |
| KBO 리그       | NC 다이노스      | 2011년   | 창원NC파크                |
| KBO 퓨처스리그 | 창원 다이노스    | 2011년   | 마산종합운동장 야구장     |

### 경마, 승마
2002년 부산아시안게임 승마 종목을 개최한 곳에 한국마사회 부산경남경마공원이 2005년에 개장했다.

### 축구
경남 FC는 K리그2에 소속된 축구 클럽으로, 경상남도를 연고지로 두고 창원시에 홈구장 창원축구센터가 있다. 경남 FC는 2006년 1월 17일에 공식 창단식을 하고 그 해 K리그에 참가했다. 초대 감독은 박항서이며, 현 감독은 설기현이다. 경남 FC 외에도 K3리그 김해시청과 창원시청이 각각 김해운동장과 창원축구센터를 연고로, K4리그 진주시민축구단과 거제시민축구단이 각각 진주종합경기장과 거제종합운동장을 연고로, WK리그 창녕 WFC가 창녕스포츠파크 공설운동장을 연고로 활약하고 있다.

### 농구
KBL 창원 LG 세이커스가 창원실내체육관을 홈구장으로 활약하고 있다.

### 야구
엔씨소프트가 2011년 창단한 NC 다이노스가 있으며, 창원 NC 파크를 홈구장으로 사용 중이다.
2013년부터 KBO 리그에 참가하고 있다.

### 기타
창원경륜공단 누비자

## 브랜드
- 한우지예
- 이로로

## 자매 도시
| 국가       | 도시                      | 결연       |
| ---------- | ------------------------- | ---------- |
| 러시아     | 하바롭스크 지방           | 1996.9.14  |
| 멕시코     | 할리스코주                | 1997.3.10  |
| 미국       | 메릴랜드주                | 1991.11.18 |
| 베트남     | 동나이성(同奈省)          | 1996.9.4   |
| 인도네시아 | 자와티무르주              | 1996.5.9   |
| 일본       | 야마구치현                | 1987.6.26  |
| 중국       | 산둥성(山东省)            | 1993.9.8   |
| 중국       | 티베트 자치구(西藏自治区) | 2016.6.9   |
| 폴란드     | 포모제주                  | 1997.4.22  |
| 필리핀     | 라구나주                  | 1997.4.15  |
| 헝가리     | 페예르주                  | 1997.4.24  |

### 우호 협력
| 국가           | 도시                 | 결연       |
| -------------- | -------------------- | ---------- |
| 브라질         | 리우데자네이루주     | 2009.10.6  |
| 오스트레일리아 | 퀸즐랜드주           | 2008.7.1   |
| 인도네시아     | 리아우 제도주        | 2015.2.10  |
| 일본           | 오카야마현           | 2009.10.17 |
| 일본           | 홋카이도             | 2006.06.07 |
| 일본           | 효고현               | 2012.02.06 |
| 중국           | 랴오닝성(辽宁省)     | 2000.9.25  |
| 중국           | 지린성(吉林省)       | 2017.8.31  |
| 중국           | 헤이룽장성(黑龙江省) | 2011.6.14  |
| 중국           | 산시성(山西省)       | 2008.10.16 |
| 짐바브웨       | 중앙마쇼날랜드주     | 2014.7.28  |
| 체코           | 남모라바주           | 2017.7.28  |
| 탄자니아       | 다르에스살람주       | 2015.2.27  |

## 같이 보기
- 경상남도청
- 경상남도의회